# Roland Andersson (zapaśnik)
John Roland Andersson (ur. 9 września 1944 w Arboga) – szwedzki zapaśnik walczący w obu stylach. Olimpijczyk z Monachium 1972, gdzie odpadł w eliminacjach w kategorii 90 kg, w stylu klasycznym i wolnym.
Zdobył dwa brązowe medale na mistrzostwach Europy w 1969. Ośmiokrotny medalista na mistrzostwach nordyckich w latach 1969 – 1978.
Brat Leifa Anderssona, zapaśnika i olimpijczyka z Montrealu 1976 i Moskwy 1980.